# 就活タイムカプセル
『就活タイムカプセル』（しゅうかつタイムカプセル）は、2022年3月27日の日曜 14時00分 - 14時54分にTBSほかで放送されたテレビドラマ。主演はTBSドラマ初主演となる佐野勇斗。

## あらすじ
就職活動が連戦連敗中の大学4年生の朝井拓真が掘り起こしたタイムカプセルに時空を超える力が宿り、10年後の未来の自分と文通することにより、自身の人生や本当の幸せの意味を模索していく。

## キャスト
朝井拓真（）
演 - 佐野勇斗（幼少期：阿久津慶人）
主人公。就職活動中の大学4年生。
新谷理紗（）
演 - 田辺桃子（幼少期：茅本梨々華）
拓真の幼馴染。
磯貝真美子（）
演 - 高月彩良（幼少期：秋田紗良）
拓真の幼馴染。トップ企業であるゴールドマークスから内定を受けている。
袴田英一（）
演 - 伊島空（幼少期：齋藤優聖）
拓真の幼馴染。大手ゲーム会社から内定を受けている。
朝井英一（）
演 - 泉知束
拓真の父。
朝井真美子（）
演 - 河井青葉
拓真の母。
朝井優真（）
演 - 岩川晴

## スタッフ
- 脚本 - 山田能龍、高島麻利央
- 演出 - 武藤淳
- テーマ曲 - 手嶌葵「こころをこめて」「あなたのぬくもりをおぼえてる」
- 音楽 - 遠藤浩二
- 料理監修 - 高安和樹・高安薫（SUNNY BOWL）
- 医療監修 - 浅利靖（北里大学病院）
- プロデュース - 戸島俊季
- 製作著作 - TBS